# Tenancingo (Estado de México)
Tenancingo è uno dei 125 comuni dello Stato del Messico, il cui capoluogo è la località di Tenancingo de Degollado.